# Cupania rufescens
Cupania rufescens là một loài thực vật có hoa trong họ Bồ hòn. Loài này được Triana & Planch. mô tả khoa học đầu tiên năm 1862.